# Josef von Doblhoff-Dier

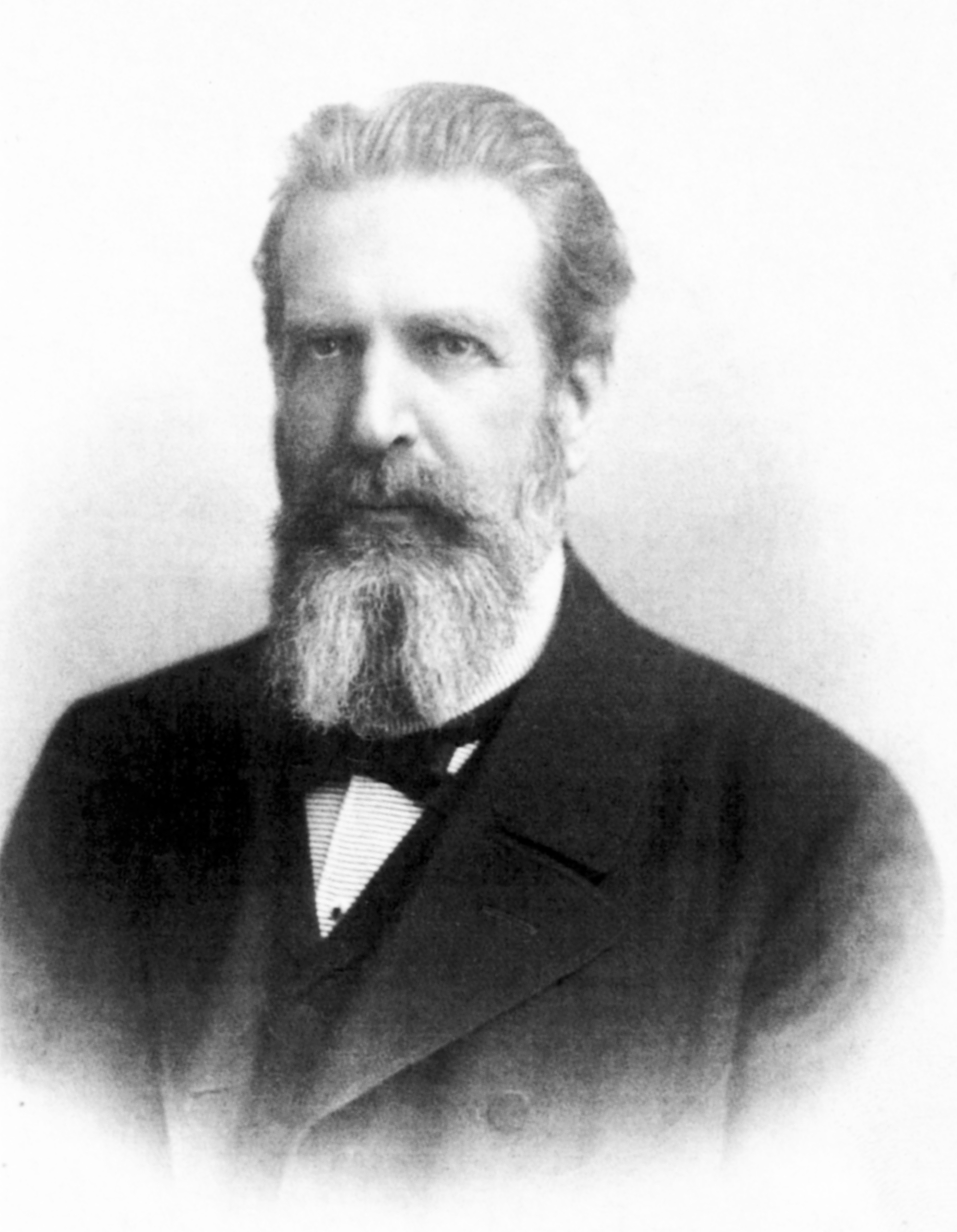
Josef Freiherr von Doblhoff (um 1905)

Josef Freiherr von Doblhoff(-Dier) (Pseudonym: Chillonius, Paul Deviloff) (* 24. Oktober 1844 in Wien; † 9. März 1928 ebenda) war ein österreichischer Schriftsteller, Diplomat und Forschungsreisender.

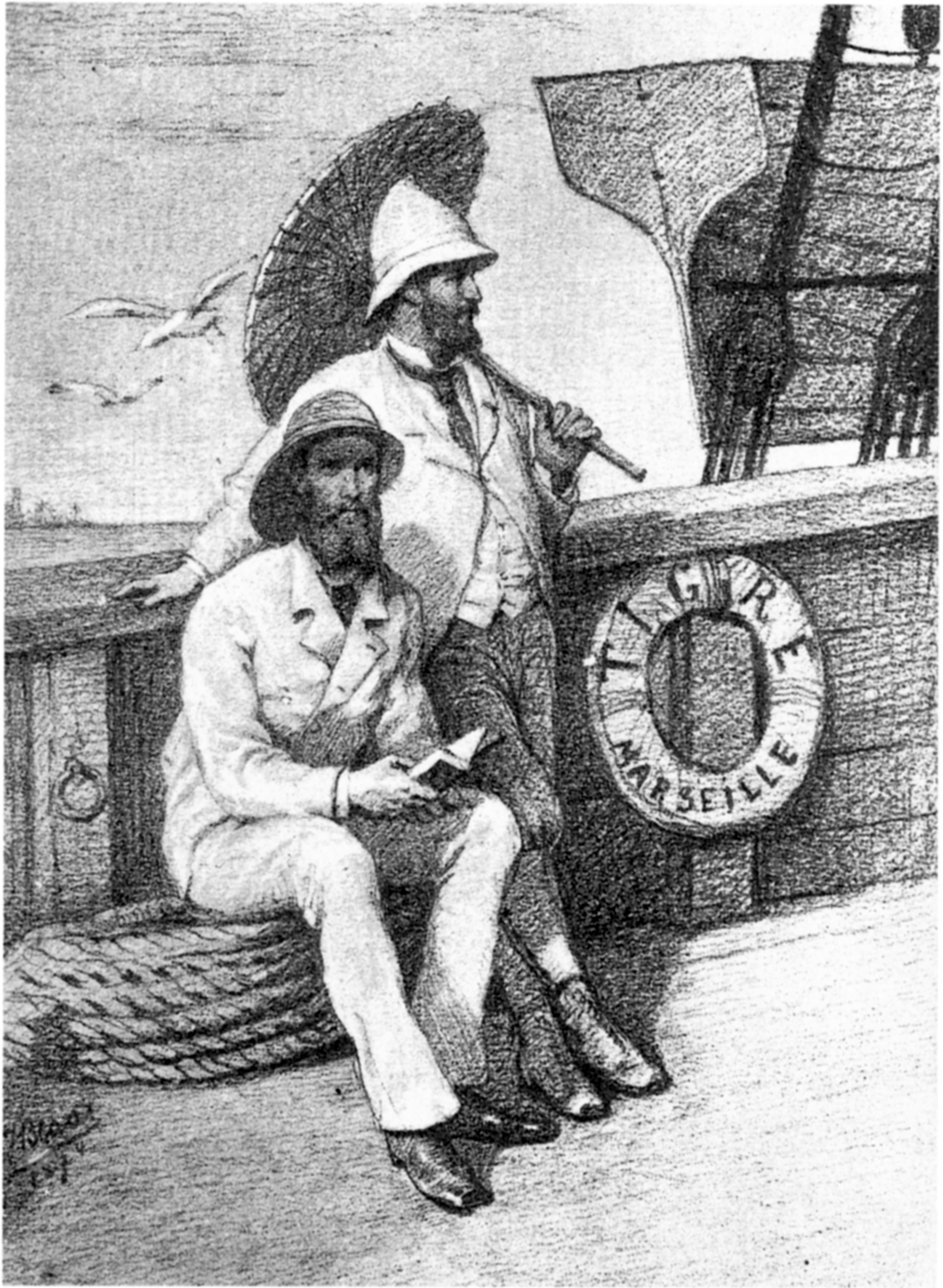
Josef Freiherr von Doblhoff (links) und Julius Ritter von Blaas (Zeichnung Blaas’, 1874)

## Herkunft
Josef von Doblhoff war der Neffe von Anton (II.) Freiherrn von Doblhoff-Dier (1800–1872). Seine Eltern waren der Politiker Joseph von Doblhoff-Dier (1806–1856) und dessen erste Ehefrau Ida Lenkey de Lenke (1813–1851).

## Leben und Wirken
Er besuchte zunächst das Wiener Schottengymnasium und studierte ab 1863 an der Universität Wien Jus. Noch vor Beendigung des Studiums brachte ihn Onkel Anton in der niederösterreichischen Statthalterei unter. 1868, nach erfolgreich absolvierter dritter Staatsprüfung, wechselte er in das Außenministerium, wo er wegen unbedachter Äußerungen im liberalen Sinn „nur“ provisorischer Attaché in Bern wurde. 1870 entschied er sich, dem diplomatischen wie jeglichem Staatsdienst zu entsagen und in die Welt zu ziehen.
Es folgten Reisen, bisweilen verbunden mit längeren Aufenthalten, nach Venedig, Rom, Pompeji, Berlin, in die Schweiz, nach Spanien, Ägypten, Griechenland, New York. Als Doblhoff seine Reise nach New York zu einer Umrundung des Globus ausdehnen wollte, erreichte ihn die Nachricht vom Tod seines Onkels, Anton (II.) von Doblhoff-Dier. Die in Aussicht genommene Reise um die Erde (mit dem Traumziel Ostasien) konnte somit erst im Herbst 1873 angetreten werden. Doblhoffs Reisegefährte, Julius Ritter von Blaas (1845–1922), wie sein Vater, Karl von Blaas, ausgebildeter Maler, dokumentierte die Expedition mit dem Zeichenstift. – Doblhoffs dreibändiger Reisebericht, Tagebuchblätter von einer Reise nach Ostasien, erschien 1874–75 und enthielt die von Blaas angefertigten Ölskizzen und Fotografien. 1881 wurde das Werk in überarbeiteter Form unter dem Titel Von den Pyramiden zum Niagara. Eine Reise um die Erde neu aufgelegt, unter anderem versehen mit zinkografierten Zeichnungen Doblhoffs.
Josef von Doblhoff setzte sich sehr für den Erhalt von Kulturgütern ein und war einer der Ersten, die sich für die Schaffung eines Denkmalschutzgesetzes im damaligen Österreich-Ungarn verwandten. Er gründete auch die beiden Vereine Carnuntum (1884) und Wissenschaftlicher Klub (1876).
Ab 1883 war Doblhoff, seinen Interessen folgend, an der Bibliothek des Salzburger Museums beschäftigt. 1884, nach der Geburt seines zweiten Sohnes, Richard, verlegte die Familie ihren Wohnsitz nach Salzburg.
Nach dem Tod seiner Frau, 1899, und seiner zweiten Eheschließung, 1900, lebte Doblhoff in der Weihburggasse 10, Wien-Innere Stadt im eigenen Haus, das er 1910 mit der Liegenschaft Währinger Straße 119, Wien-Währing abtauschte. 
1919 erlitt Josef von Doblhoff einen Schlaganfall. Nachdem sich das Ereignis zwei weitere Male wiederholt hatte, wohnte das Ehepaar im Haanschen Haus, Rotenturmstraße 14, Wien-Innere Stadt – wo Doblhoff am 9. März 1928 verstarb. 
Josef Freiherr von Doblhoff wurde im Familiengrab am Friedhof St. Helena, Baden bei Wien, zur letzten Ruhe bestattet.
Nach dem Tode von Robert von Doblhoff und dessen Gattin, 1960 bzw. 1961, kam 1962 der Nachlass Josef von Doblhoffs an das Badener Rollettmuseum – das Objekte aus diesem Legat 1990 in der Sonderausstellung Joseph Freiherr von Doblhoff, ein Weltreisender aus Baden 1873/74 präsentierte, einer Schau, die später auch im Österreichischen Museum für Volkskunde gezeigt wurde.

## Ehen und Nachkommen
Josef von Doblhoff war, ab 1875, in erster Ehe verheiratet mit Antonie Freiin von Haan (1847–1899), ab 1900, in zweiter Ehe, mit der Pianistin Mathilde Stohl (1866–1939). Der ersten Ehe entstammten die beiden Söhne Robert (1880–1960) sowie Richard von Doblhoff (1884–1934). 
Robert von Doblhoff wuchs in Salzburg auf, studierte bei Siegmund L’Allemand an der Wiener Kunstakademie Malerei, unternahm, wie sein Vater, eine Weltreise, 1910 zugleich Hochzeitsreise mit seiner Frau Hertha geborener Schrack (1886–1961), Schwester von Eduard Schrack. Die Ehe blieb kinderlos. 
Richard von Doblhoff diente in der k.u.k. Marine, wo er zum Korvettenkapitän aufstieg. Er war ab [1910] verheiratet mit Sophie Grübl (1888–1970), Tochter von Raimund Grübl, 1894–95 Bürgermeister von Wien. Aus dieser Gemeinschaft gingen zwei Kinder hervor: Henriette von Doblhoff (1911–2002), 1935 promovierte Gymnasiallehrerin für Mathematik, sowie Raimund von Doblhoff (1914–1993), ab 1945 Architekt in Augsburg. 

## Veröffentlichungen
Belletristik
- Bathybius. Ein Club „Gaudeamus“ und einige Dienstags-Allotria. Satyren und Parodien in Knittelreimen. Opera selecta „aus dem Engeren“ in der Eschenbachgasse für die Winter-Saison 1882–1883 zur Erinnerung an frohe Stunden im „Wissenschaftlichen Club“ in Wien. Fischer, Wien 1882, OBV.
- Medusa. (Theaterstück). 1884.[12]
- Roth oder Schmerzt das Knopfloch? (Lustspiel). 1884. [13]
- Julia Festilla. Ein Liebesroman aus Römisch-Helvetien. Faesy, Wien 1885, OBV.
- In Berg und Wald. Gedichte. Kerber, Salzburg 1886, OBV.
- Die letzten Camilli. Trauerspiel in 5 Akten und einem Vorspiele. Kerber, Salzburg 1885, OBV.
- Wasser-Ringe. Zeitgedichte eines Oesterreichers, März 1893 – Juli 1897. Verlags-Magazin, I. und II. erschienen in den Gedichtsammlungen: Aus dem Capua der Geister und Cancionero. München 1886–87, OBV.
- Der Heiny von Realp. Erzählung aus der Schweiz. (Zweite Auflage. von „Erzählungen aus der Schweiz“). Callwey, München 1887, OBV.
- Der Heiny von Realp. Ein Volksdrama aus dem 16. Jahrhundert in fünf Aufzügen. Nach der gleichnamigen Erzählung für die Bühne bearbeitet. Callweg, München (1887). (Volltext online)
- Zwei Erzählungen aus der Schweiz. (Ma Renonce, Madonna). (Zweite Auflage. von „Erzählungen aus der Schweiz“). Callwey, München 1887, OBV.
- Erzählungen aus Salzburg Stadt und Land. (Das Bild des Patronus, Der Bergputzer, Halt!, Eine Grenzzoll-Idylle). Mayr, Salzburg 1894, OBV.
- Durch die Kunst. Lustspiel in einem Aufzuge. Künast, Wien 1894, OBV.
- Frondeurs. Lustspiel in drei Akten aus dem Wiener-Leben. Mutze, Leipzig 1894, OBV.
- In der Kreide. Schwank in einem Akte. Mutze, Leipzig 1894, OBV.

Sach-Publikationen
- Versuche mit der Drillkultur auf einigen Feldern bei Baden. Gerold, Wien 1851. – Volltext online.
- Tagebuchblätter von einer Reise nach Ostasien. 1873–1874. Köhler, Wien 1874–75, OBV.
- Mittelmeerfahrt (1873). Reisser, Wien 1875, OBV.
- Der Montblanc. Eine topographisch-historische Skizze mit Berücksichtigung der neuesten Literatur. Schlieper, Wien 1880, OBV.
- Pfade des Weltverkehres. Ein Zeitbild. Vortrag, gehalten im Wissenschaftlichen Club in Wien am 18. Februar 1881. Wien, 1881. Aus: Monatsblätter des wissenschaftlichen Club. Nr. 7, OBV.
- Von den Pyramiden zum Niagara. Eine Reise um die Erde. Tagebuchnotizen und Schilderungen aus Aegypten, Indien, China, Cochinchina, Japan und Nordamerika. Mit historischen und statistischen Angaben … und 65 Original-Abbildungen … Schlieper in Commission, Wien 1881, OBV.
- Die Wissenschaft auf dem St. Gotthard, nach den in den Jahren 1879–1882 gesammelten Quellen dargestellt. Holzhausen, Wien 1882. Aus: Monatsblätter des Wissenschaftlichen Club. Nr. 10, vom 15. Juli 1882, OBV.
- Der Lukmanierpass und das Kloster Disentis. Eine topographisch-historische Studie. In: Mitteilungen der k.k. Geographischen Gesellschaft in Wien. Band 1882, ZDB-ID 206040-1, S. 210–228, (Volltext online) sowie S. 343–355, (Volltext online)
- Eine Maifahrt an die Gotthard-Trace. Zur Ergänzung des Vortrages „Der St. Gotthardspass Einst & Jetzt“, gehalten im Wissenschaftlichen Club am 13. November 1879. Köhler, Wien 1882, OBV.
- Bregenz, ein Emporium. Schworella und Heick, Wien 1884. Aus: Monatsblätter des Wissenschaftlichen Club. Beilage Nr. II. zu Nr. 3, vom 15. Dezember 1883, OBV.
- Auf dem Trümmerfelde Aventicums des „Caput Helvetiorum“. Eine Studie. Holzhausen, Wien 1883. Aus: Monatsblätter des Wissenschaftlichen Club. Nr. 10 vom 15. Juli 1883, OBV.
- Prolog zur Haendel- und Bach-Feier der Internationalen Stiftung Mozarteum am 9. Mai 1885. Kiesel, Salzburg 1885, OBV.
- Prolog gewidmet der Frauen-Ortsgruppen des deutschen Schulvereines in Salzburg zu dem Wohlthätigkeits-Concerte in der Aula academica am 11. Juli 1887.  Kiesel, Salzburg 1887, OBV.
- Zur Hebung des Fremden-Verkehres in Salzburg. Callwey, München 1888, OBV.
- Salzburgisches im kunsthistorischen Hofmuseum zu Wien. In: Mitteilungen der Gesellschaft für Salzburger Landeskunde, Jahrgang 1892, (Band XXXII), S. 145–151. (online bei ANNO).
- Beiträge zum Quellenstudium Salzburgischer Landeskunde nebst Hinweis auf die wichtigsten Quellenwerke. H. 1–7. Mayrische Buchhandlung, Salzburg 1893–1895, OBV.
- Chicago. Holzhausen, Wien 1893. Aus: Monatsblätter des wissenschaftlichen Club. Ausserordentliche Beilage zu Nr. 7, OBV.
- Die jüngsten Funde im Flysch von Bergheim und Muntigl. (März–April 1893). In: Mitteilungen der Gesellschaft für Salzburger Landeskunde, Jahrgang 1893, (Band XXXIII), S. 219–235. (online bei ANNO).
- Feuer-Bestattung. Kiesel, Salzburg 1894, OBV.
- Kunstpflege und Vandalismus. Ein Culturbild. Holzhausen, Wien 1894, OBV.
- „Unser Reich vor zweitausend Jahren“. Eine Studie zum historischen Atlas der Oesterreichisch-Ungarischen Monarchie (…). In: Mitteilungen der Gesellschaft für Salzburger Landeskunde, Jahrgang 1894, (Band XXXIV), S. 145–147. (online bei ANNO).
- Vorschläge zu Regierungsmaßregeln zum Schutze von Altertümern. In: Salzburger Zeitung. (1807–1918). Nr. 1894,272. Zaunrith, Salzburg 1894, OBV.
- Crematorien und die Columbarien der Neuzeit. Ein Wort zur Feuerbestattungsfrage. Nach einem Vortrage, gehalten im „Technischen Club“ zu Salzburg am 15. Jänner 1895. Kiesel, Salzburg 1895, OBV.
- Altes und Neues vom „Tatzelwurm“, mit einem Schlussworte über vergleichende Sagenforschung in Österreich-Ungarn. In: Michael Haberlandt (Red.): Zeitschrift für österreichische Volkskunde. Organ des Vereins für österreichische Volkskunde in Wien. Band 1895 (I. Jahrgang). F. Tempsky, Prag/Wien 1896, ZDB-ID 2777287-1, S. 142–165. (Volltext online; PDF, 16,2 MB)
- Eindrücke von der Spree. Vortrag gehalten im Wissenschaftlichen Club in Wien am 5. April 1900. Holzhausen, Wien 1900. Aus: Monatsblätter des wissenschaftlichen Club in Wien. Ausserordentliche Beilage zu Nr. 8, Jahrgang XXI, OBV.
- Europäisches Verkehrsleben. vom Altertume bis zum Westfälischen Frieden – eine Studie. Hölzel, Wien 1905. In: Mitteilungen der k.k. Geographischen Gesellschaft in Wien. Band 1905, 10–12, S. 515–628, ZDB-ID 206040-1. (Volltext online)
- „De monte Simplono“. (Historisches vom Simplonwege). Lechner, Wien 1906. Aus: Mitteilungen der k.k. geographischen Gesellschaft Wien. Band 1906, Heft 10, ZDB-ID 206040-1, S. 493–503. (Volltext online)
- Von der Simplonbahn. Eröffnung April oder Mai 1906. Wien 1906. Separatabdruck aus: Mitteilungen der k.k. geographischen Gesellschaft Wien. Band 1906, Heft 1, ZDB-ID 206040-1, S. 4–10. (Volltext online)